# Justice et droit – Perspectives et réflexions au fil du temps

Ouvrage de l’honorable Pierre Viau, juge à la retraite de la Cour supérieure du Québec, Justice et droit est une œuvre littéraire conçue pour expliquer l’origine des notions de justice et de droit et leur évolution au fil des époques. Par le biais d’une chronologie débutant à l’Antiquité (environ 700 ans AD), l’auteur fait voyager le lecteur au fil du temps en reliant ces notions notamment à des faits historiques ainsi qu’à des notions philosophiques, économiques et sociales. Ceci permet au lecteur de faire des liens entre les notions abstraites de justice et de droit et des réalités tangibles comme les codes de lois et leur application dans la culture occidentale.

## L’auteur
L’honorable Pierre Viau est devenu membre du Barreau du Québec en 1963 et s’est spécialisé en droit public. Après avoir enseigné à l’Université de Sherbrooke et à l’Université de Montréal, il accède à la Cour supérieure du Québec en 1985 où il a passé 17 années avant de prendre sa retraite en 2003.

## La publication
Justice et droit est publiée en livrets électroniques uniquement, divisés par époques, sur le site www.justiceetdroit.com. À son lancement au 27 octobre 2009, quatre livrets étaient disponibles. Le 4 février 2010, le cinquième livret est lancé et offert gratuitement jusqu’au 4 avril 2010.
- I : Justice et droit – Aux temps anciens[2]
- II : Justice et droit – Antiquité tardive et Moyen Âge[3]
- III : Justice et droit – Renaissance et Monde nouveau – XIVe et XVe siècles[4]
- IV : Justice et droit – Économie et colonies – Autour du XVIe siècle[5]
- V : Justice et droit – XVIe siècle : Humanisme et Réformes[6]

## Extrait
« De tout temps, les hommes ont rêvé de justice, comme ils ont rêvé d’amour et d’amitié. Ils ont toujours eu de l’estime pour la personne capable de trouver la solution juste, celle qui permet d’attribuer à chacun, selon son mérite, sa part d’honneur, de biens, ou de châtiments. C’est l’objet même des lois. JUSTICE ET DROIT propose de remonter le cours de l’histoire pour tenter de découvrir comment les Occidentaux, à travers les civilisations, ont pris appui sur certains principes et certaines notions tenant à la fois de leurs croyances et de leurs mœurs pour élaborer des règles régissant leurs sociétés. Ces règles, souvent modelées par les événements, furent, au fil du temps, assouplies et rendues propres à résoudre leurs conflits, à rendre justice »
— Pierre Viau, JUSTICE ET DROIT — Perspectives et réflexions au fil du temps, Éditeur ATHÉNA inc., Montréal, 2009
[Introduction intégrale de l’ouvrage (page consultée le 11 novembre 2009)]

## Autres publications du même auteur
- 1976 : La Cité humaine[7], un ouvrage publié en collaboration avec Me Conrad Delisle et Me Jean H. Massey, relatif à l’aménagement régional et à l’urbanisme.
- 1968 : Les municipalités du Québec[8], un volume traitant des structures municipales urbaines et rurales.
- Le Recueil : Série d’articles concernant divers aspects de la vie municipale, servant au cours intitulé « La Municipalité : un vécu, un projet », offert par l’Université du Québec dans le cadre de son programme Télé-Université.
- La Revue municipale, chronique juridique mensuelle de 1964 à 1983.